# Миодраг Мики Петковски
Миодраг Мики Петковски (Скопље, 30. јул 1951) je македонски рок и џез музичар. У крагујевачку групу Смак је дошао 20. новембра 1976. године заменивши Лазу Ристовског. Са њима је снимио њихов најуспешнији албум Црна Дама, 1977. године.
Између 1979. и 1980. године свирао је у групи Леб и сол, али са њима није снимао албуме. Свирао је и у групи Брег.
Осим клавира свира и виолончело, које је дипломирао код познатог француског виолончелисте Андреа Наваре.
После одласка у Чикаго, преселио се у Канаду где тренутно ради као професионални музичар.

## Дискографија
- соло албум „Ко Зна“
- Origins, 2006.